# Xavi
Hernández  Creus est un nom espagnol. Le premier nom de famille, en général paternel, est Hernández ; le second, en général maternel, souvent omis, est Creus.
Xavier Hernández Creus dit Xavi, né le 25 janvier 1980 à Terrassa en Espagne, est un footballeur international espagnol et entraîneur ayant évolue comme milieu relayeur au FC Barcelone de 1998 à 2015 puis, à Al-Sadd SC jusqu'en 2019. 
Vainqueur de très nombreux titres dans sa carrière, Xavi Hernández est considéré comme l’un des plus grands joueurs de l’histoire du football espagnol. Connu pour sa qualité technique ainsi que sa qualité de passes, désigné meilleur passeur du Championnat d'Espagne deux années de suite en 2009 et 2010, il détenait outre cela le record d'apparitions en club avant que Lionel Messi ne le dépasse le 15 mars 2021. En sélection nationale, il est le troisième joueur le plus sélectionné derrière Iker Casillas et Sergio Ramos.
À l'âge de onze ans, Xavi intègre la Masia, le centre de formation du FC Barcelone. Il évolue ensuite dans les équipes de jeunes et rejoint l'équipe réserve du club en 1997. Cette année-là, il contribue à l'accession en seconde division espagnole. Ses bonnes prestations lui permettent de rejoindre l'équipe première l'année suivante. Deux ans plus tard, il fait ses débuts internationaux avec l'équipe nationale espagnole à l'âge de vingt ans. Dès lors, il remporte avec ses deux formations de nombreux trophées. 
Avec 29 titres officiels en clubs et en équipe nationale à son actif, il est l'un des joueurs espagnols les plus titrés. Il compte à son palmarès notamment huit Championnats d'Espagne, six Supercoupes d'Espagne, trois Coupes du Roi, quatre Ligues des champions, deux Supercoupes d'Europe, deux Coupes du monde des clubs, deux Championnats d'Europe et une Coupe du monde. De fait, tant en équipes nationales qu'en clubs, Xavi possède l'un des plus beaux palmarès qui puisse s'offrir à un footballeur de l'après-guerre.
Ses performances se trouvent souvent récompensées. Il est nommé à trois reprises troisième du Ballon d'or en 2009, 2010 et 2011. Il est aussi nommé deuxième meilleur joueur de l'UEFA et meilleur constructeur de jeu du monde selon l'International Federation of Football History & Statistics (IFFHS), en 2011.
Ses distinctions dépassent également le cadre du football, puisqu'il reçoit en 2012 la plus haute distinction sportive espagnole, le prix Prince des Asturies des sports, en compagnie d'Iker Casillas, pour la seconde fois à titre individuel, après celui obtenu en 2010 avec l'ensemble de la sélection espagnole. Il est le premier joueur du FC Barcelone à avoir participé à quatre Coupes du monde, et le milieu de terrain le plus sélectionné de l'équipe d'Espagne.

## Biographie

### Naissance, jeunesse et formation

#### Débuts dans le football (1980-1990)
Xavier Hernández i Creus est né le 25 janvier 1980 à Terrassa, dans la province de Barcelone, en Catalogne. Il est le quatrième garçon de Joaquín Hernández et de Maria Mercè i Creus, et a une sœur et deux frères : Ariadna, Oscar et Alex. Sa mère, Maria Mercè i Creus, est catalane. Son père, Joaquín Hernández, originaire d'Almería, a quitté l'Andalousie pour s'établir en Catalogne, il a comme son fils joué au football dans le club de Sabadell en troisième division espagnole. De ce fait, il l'a beaucoup encouragé et l'a aidé à s'épanouir dans ce sport. En 1990, à l'âge de dix ans, Xavi débute en club, et à cet âge, la notion de placement est aléatoire. Le maintien au milieu de terrain que souhaite le jeune catalan étonne son entraîneur de l'époque.

#### Formé à LaMasia(1991-1998)
Xavi a été formé à La Masia, le centre de formation du FC Barcelone, club dans lequel il a débuté à l'été 1991 à l'âge de onze ans. Il évolue dans toutes les catégories inférieures du club, d'Alevin à l'équipe C. Puis il parvient en équipe réserve en 1997 et permet au FC Barcelone B de remporter la Segunda División B et d'obtenir une promotion en Segunda División (39 matchs et 3 buts).

### Au FC Barcelone (1998-2015)

#### Débuts professionnels (1998-2001)
Le 24 mars 1998, à 18 ans et 58 jours, Xavi et Carles Puyol débutent avec l'équipe première contre l'UE Lleida en Coupe de Catalogne. L'entraîneur de l'époque est le Néerlandais Louis van Gaal. Les deux produits du centre de formation participent à l'Euro -18 ans avec l'équipe d'Espagne des moins de 18 ans à Chypre et sont convoqués pour intégrer l'équipe première du FC Barcelone dès l'été 1998.
Le 18 août 1998, à 18 ans et 205 jours, il participe à son premier match officiel avec l'équipe première lors de la Supercoupe d'Espagne de football 1998 contre le RCD Majorque. Il commence la rencontre en tant que titulaire et marque un but. L'entraîneur de l'époque, Louis van Gaal, a confiance en lui. Il le fait débuter en Ligue des champions le 16 septembre 1998 contre Manchester United et en Liga le 3 octobre 1998 contre Valence. Il marque son premier but en championnat (de la tête) le 20 décembre 1998, à Valladolid. Grâce à ce but, le FC Barcelone gagne et va commencer sa remontée au classement ce qui permet au club de remporter la Liga, le 22 mai 1999, contre Alavés.
Le petit Xavi, âgé de 19 ans, remporte le Prix Don Balón de la révélation de la saison 1998-1999. C'est le deuxième titre remporté par Xavi Hernández car, le mois précédent, auteur de deux buts, il gagnait la Coupe du monde des moins de 20 ans avec l'équipe d'Espagne des moins de 20 ans au Nigeria, contre le Japon (victoire 4-0). C'est à ce moment-là qu'il se lie d'amitié avec Iker Casillas, le futur gardien de but du Real Madrid.
Lors de la saison 1999-2000, Xavi confirme ses promesses et profite de l'absence de Pep Guardiola pour être titulaire. Il enchaîna 38 matchs et marqua deux nouveaux buts avec le FC Barcelone : un premier but en Coupe du roi le 13 janvier 2000 contre Almería et un premier but en Ligue des champions le 15 mars 2000 contre Berlin. Le FC Barcelone, deuxième en Liga à cinq points du leader La Corogne, éliminé en demi-finale de Ligue des champions par Valence CF et de la Coupe du roi par l'Atlético Madrid, ne remporte aucun titre en 2000. Xavi continue la saison avec l'Espagne espoirs qui termine à la troisième place de l'Euro espoirs. Il enchaîne avec les Jeux olympiques d'été de 2000, où Xavi obtient l'argent avec l'équipe olympique et marque deux buts (dont un en finale contre le Cameroun).
À partir de l'automne 2000, dirigé par Lorenzo Serra Ferrer, il devient l'organisateur numéro un du système catalan. Il clôt la saison avec 36 matchs au total et deux buts en Liga, l'un le 10 décembre 2000 contre l'Espanyol Barcelone, et l'autre le 25 février 2001 contre la Real Sociedad. Le 17 juin 2001, un retourné acrobatique à la 90e minute de Rivaldo contre Valence permet aux Blaugranas de remporter le match et de terminer la Liga à la quatrième place, synonyme de qualification pour le tour préliminaire de la Ligue des champions. Ce match est le centième de Xavi en équipe première.

#### La confirmation (2001-2004)
Lors de la saison 2001-2002, le FC Barcelone de Carles Rexach (quatrième en Liga), est éliminé en demi-finale de Ligue des champions par le Real Madrid de Zinédine Zidane (2-0 et 1-1). Xavi fait une saison méritante, avec 52 matchs (dont 35 en Liga), 11 passes décisives, et quatre réalisations en Liga. Il participe à la Coupe du monde 2002 avec l'Espagne, qui bute en quart de finale face à l'un des pays organisateurs, la Corée du Sud.
À l'été 2002, le retour du Néerlandais Louis van Gaal ne se passe pas bien et il est remplacé en cours de saison par Radomir Antić. Andrés Iniesta et Víctor Valdés, deux joueurs formés au club, font leur entrée en équipe première. L'équipe blaugrana finit à peine 6e en Liga. Xavi réalise une saison moyenne. Il joue 45 matchs pour 5 passes décisives et 3 buts, deux en Liga, le 26 octobre 2002 contre Alavés et le 15 février 2003 pour le derby de Catalogne, et un autre en Ligue des champions le 22 avril face à la Juventus, qui élimine le Barça en prolongation.
Avec l'arrivée de Frank Rijkaard comme entraîneur et de Ronaldinho comme meneur de jeu à l'été 2003, Xavi est amené à occuper chacun des postes au milieu de terrain (récupérateur, milieu droit, relayeur). L'été 2003 représente le réveil du club d'une léthargie de quatre ans. En milieu de tableau à la mi-saison, l'équipe fait venir Edgar Davids, futur dynamiteur du jeu barcelonais. Le club reste invaincu lors de 85 % des vingt derniers matchs de Liga, et termine finalement à la deuxième place, à cinq points du champion Valence. L'équipe est éliminée en Coupe de l'UEFA par le Celtic en huitièmes de finale, et en Coupe du Roi par Saragosse en quart de finale. L'amélioration du jeu de l'équipe est due en bonne partie au métronome catalan, élément principal de la réaction de l'équipe blaugrana (49 matchs, 13 passes décisives, 5 buts dont quatre en Liga et un en Coupe UEFA), le 29 octobre 2003 contre Murcie, le 6 novembre contre le Panionios, le 11 janvier 2004 face à Saragosse, le 1er février contre Albacete, le 25 avril face au grand Real Madrid (but qui donna la victoire aux culés à Bernabéu).
Xavi participe à l'Euro 2004 au Portugal avec l'Espagne, éliminée au premier tour.

#### Joueur-clé de l'équipe (2004-2006)
Xavi Hernández est l'une des pièces maîtresses de la conquête du titre de champion d'Espagne en 2004-2005, avec 45 matchs, 11 passes décisives, et 3 buts (en Liga), le 23 septembre 2004 face à Saragosse, le 6 novembre contre Deportivo La Corogne, et le 11 décembre face à Albacete. Le titre de champion est remporté le 14 mai 2005 au Ciutat de València de Levante (1-1). Xavi remporte le Prix Don Balón du joueur espagnol de la saison 2004-2005, mais son club est éliminé en Ligue des champions par Chelsea en huitième de finale, et en Coupe du Roi par Gramenet au premier tour.

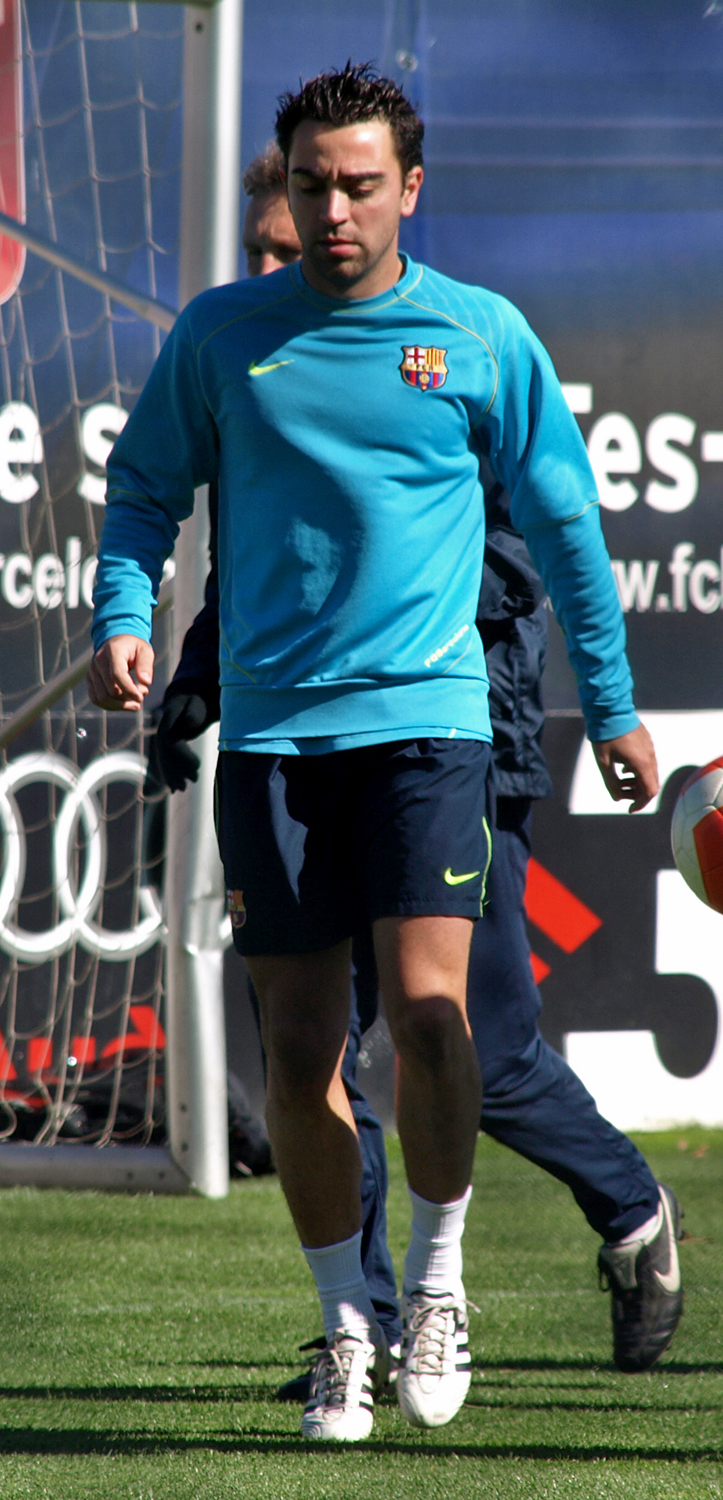
Xavi Hernández aux entraînements du Barça.

Le 20 août 2005, le FC Barcelone remporte la Supercoupe d'Espagne face au Betis Séville. Xavi donne une passe décisive à Samuel Eto'o lors du match aller le 14 août au stade Benito-Villamarín (victoire 3-0). Le 18 septembre, il joue son 200e match de Liga, au Stade Vicente Calderón face à l'Atlético Madrid. Le 15 octobre, à vingt-cinq ans et grâce à une belle régularité, il participe à son 300e match avec l'équipe blaugrana, au Stade du Riazor contre le Deportivo La Corogne. Le 28 novembre, il est pour la première fois nommé pour le Ballon d'or, une édition remportée par le coéquipier de Xavi au Barça, Ronaldinho. Le 2 décembre, victime d'une rupture du ligament antérieur du genou droit, Xavi est sur la touche pendant cinq mois. En 2005-2006, Barcelone réalise le doublé Liga-Ligue des champions. Xavi, de retour le 30 avril 2006 contre Cádiz, retour applaudi par 80 000 supporters au Camp Nou, revient pour l'ultime ligne droite de la saison, qu'il termine avec un total de 22 matches et 2 passes décisives. Il est champion d'Espagne le 3 mai 2006 à Vigo mais ne dispute pas la finale de la Ligue des champions le 17 mai 2006 face à Arsenal à Paris. Il participe à la Coupe du monde 2006 en Allemagne avec l'Espagne qui échoue en huitième de finale face à l'équipe de France de Zinédine Zidane.

#### Année charnière (2006-2008)
Le 20 août 2006, le FC Barcelone remporte la Supercoupe d'Espagne face à l'Espanyol de Barcelone (Xavi marque le premier but du match). Barcelone cède la Supercoupe d'Europe (3-0) au Séville FC en août et perd contre l'Internacional de Porto Alegre en finale de la Coupe du monde des clubs en décembre. Frank Rijkaard privilégie à l'époque le prodige Andrés Iniesta qui enchaîne les grandes performances et relègue le no 6 azulgrana au deuxième rang. Xavi retrouve la forme à partir du 6 janvier 2007 contre Getafe (1-0) en Liga, avec un but en or. Barcelone perd le titre au goal-average au bénéfice du Real Madrid, vainqueur de la confrontation directe face au club catalan (2-0 au Bernabéu et 3-3 au Camp Nou). Le Barça est éliminé en Ligue des champions par Liverpool en huitième de finale et en Coupe du Roi par Getafe en demi-finale (Xavi marque les esprits durant le premier match avec un but et 3 caviars). Le rendement du Catalan est bon, avec 53 matchs, 8 passes décisives et 6 buts (3 en Copa et 3 en Liga), le 20 août 2006 pour le derby de Catalogne, le 28 octobre 2006 face à Huelva, le 6 janvier à Getafe, le 25 février contre Bilbao, le 28 février face à Saragosse, et le 18 avril contre Getafe.
Le 2 octobre 2007, contre Vfb Stuttgart en Ligue des champions, Xavi devient le recordman de matchs joués en Coupe d'Europe avec le club blaugrana (86 parties). En 2008, le FC Barcelone échoue sur tous les tableaux (3e en Liga, éliminé en demi-finale de Coupe du Roi par Valence, et de la Ligue des champions par Manchester United). Xavi a été providentiel (53 matchs, 9 passes décisives, 9 buts), marque le 8 octobre 2007 contre l'Atlético Madrid, le 9 décembre contre La Corogne, le 3 février 2008 contre Pampelune, le 9 février contre le FC Séville, le 24 février contre Levante, le 27 février contre Valence, le 4 mars contre le Celtic, le 9 mars contre Villarreal, et le 4 mai contre Valence.
Xavi participe à l'Euro 2008 en Autriche, avec l'Espagne, un Euro que remporte la Roja contre l'Allemagne (1-0, but de Fernando Torres sur une passe de Xavi). Xavi, auteur d'un but contre la Russie en demi-finale, remporte le titre de meilleur joueur du tournoi et fait partie de l'équipe-type de la compétition.

#### L'apogée du maître (2008-2013)

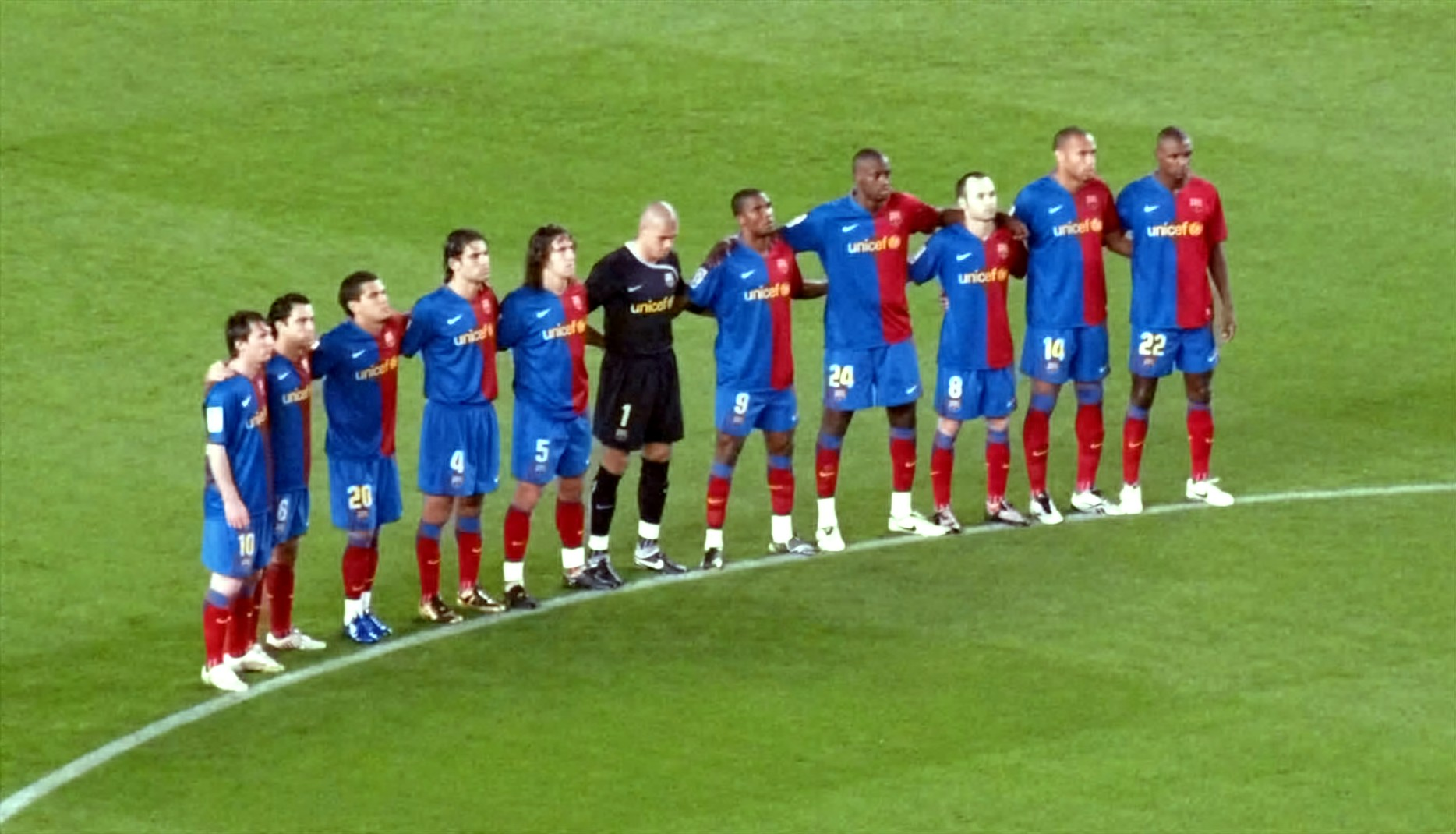
Le FC Barcelone en 2008-2009.

Xavi devient l'unique maître à jouer de l'équipe dès l'été 2008, à la suite des départs de Ronaldinho et de Deco, deux cadres du milieu de terrain dont le nouvel entraîneur Pep Guardiola ne veut plus dans l'équipe. Xavi devient l'élément-clé du FC Barcelone de Guardiola. Le 1er octobre 2008, Xavi joue son centième match de Coupe d'Europe contre le Chakhtar Donetsk et donne la passe décisive du but de la victoire à Lionel Messi à la 90e minute. Le 19 octobre, il est nommé au Ballon d'or 2008, en compagnie de ses compatriotes Fernando Torres, Iker Casillas, David Villa, Cesc Fàbregas et Sergio Ramos. Le 3 décembre, avec un total de 97 points, il finit cinquième du Ballon d'or, remporté par le Portugais Cristiano Ronaldo. Le 19 décembre, âgé de vingt-huit ans, il resigne avec le Barça pour cinq ans, c'est-à-dire jusqu'en 2014, pour un salaire de 8 M€ par an. Grâce à un grand Championnat d'Europe des nations, il est élu constructeur de jeu de l'année et fait partie des équipes-types FIFA-FIFPro et UEFA, en 2008. Le 11 janvier 2009, à Pampelune, il dispute son 300e match de Liga avec le FC Barcelone. Le lendemain, il termine cinquième meilleur footballeur de l'année FIFA. Champion d'hiver, le FC Barcelone établit également le record de victoires consécutives à l'extérieur avec huit en Liga et treize au total. L'équipe de Pep Guardiola, en grande partie grâce à Xavi et Iniesta au milieu de terrain, a un ratio supérieur à trois buts par match en Liga (65 buts en 21 matchs). Le 11 mars, il hérite, des mains de William Gaillard, d'un chèque d'une valeur de 100 000 €, un cadeau pour avoir été élu capitaine de l'équipe de l'année par les internautes de l'UEFA. L'argent est reversé au Comité international de la Croix-Rouge pour les aider à concrétiser le projet qui concernait les victimes du conflit en Afghanistan. Ce jour-là, le FC Barcelone réalise le match référence de la saison contre l'Olympique lyonnais en Ligue des champions, avec un avantage de quatre buts au bout de 43 minutes. Xavi Hernández domine le milieu de terrain avec deux passes décisives pour Thierry Henry et Seydou Keita. Le 22 mars, le FC Barcelone écrase Málaga (6-0) avec un but et 3 passes décisives de Xavi, pour le trio H-E-M (Henry, Eto'o, Messi). Le 2 mai 2009, le FC Barcelone humilie le Real Madrid (6-2) au Stade Santiago Bernabéu, avec Xavi dans le rôle de meneur ; quatre passes décisives pour Carles Puyol, Lionel Messi, et Thierry Henry. La saison 2008-2009 du FC Barcelone est la plus accomplie de l'histoire du football espagnol car le « Barça » est le premier à remporter la Liga, la Coupe du Roi et la Ligue des champions au cours de la même saison. Les Blaugranas sont champions le 10 mai contre Villarreal (3-3). Xavi termine meilleur passeur de Liga avec vingt passes décisives. En finale de la Coupe du Roi, le FCB domine l'Athletic Bilbao (4-1) avec un des buts de Xavi sur coup franc. En finale de Ligue des champions, à Rome le 27 mai 2009, menés par Xavi, élu joueur du match par l'UEFA grâce à une grande performance et une passe décisive pour Lionel Messi à la 70e minute, le FC Barcelone bat Manchester United 2 à 0. Xavi finit meilleur passeur du tournoi avec sept passes décisives. C'est également la saison la plus accomplie de la carrière de Xavi, (53 matchs, 10 buts, 27 passes décisives).

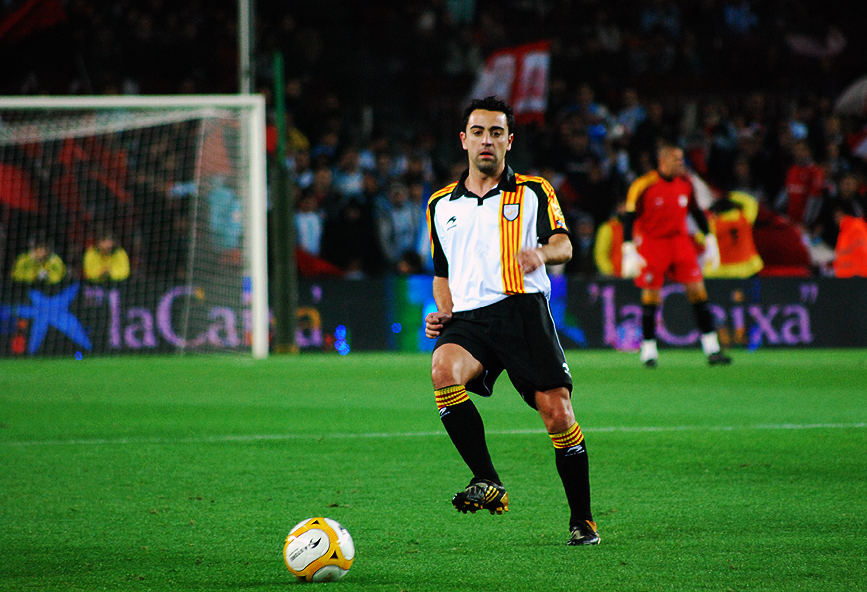
Xavi Hernández avec l'équipe de Catalogne de football.

Le 23 août 2009, le FC Barcelone l'emporte facilement en Supercoupe d'Espagne 3 à 0 contre l'Athletic Bilbao, grâce à un bon match de Xavi, déjà auteur d'un but et d'une passe décisive à Pedro lors du match aller à Bilbao la semaine précédente. Xavi remporte en août 2009 le Prix UEFA du milieu de terrain de l'année en Ligue des champions 2009 et en octobre le Prix LFP du milieu de terrain de l'année 2009. Le 1er décembre, Lionel Messi remporte le Ballon d'or 2009 devant Cristiano Ronaldo et Xavi, il en est de même pour le trophée du meilleur footballeur de l'année FIFA. En finale de la Coupe du monde des clubs, le FC Barcelone vient à bout des Argentins d'Estudiantes de La Plata (2-1) et remporte un sixième titre. Xavi est élu Ballon de bronze de la compétition. Grâce au grand chelem réalisé par le FC Barcelone, Xavi est élu constructeur de jeu de l'année, remporte le prix Felipe de Borbón, et fait partie des équipes-types FIFA-FIFPro et UEFA en 2009. Le 14 mars, Xavi égale le record de victoires en Liga établi par Migueli pour un joueur du FC Barcelone (195) grâce à une victoire 3-0 contre Valence. Le 10 avril 2010, durant le Clásico, Xavi donne deux passes décisives à Messi et Pedro Rodriguez et permet de vaincre le Real au Stade Santiago Bernabéu, pourtant invaincu à domicile en Liga. Le FC Barcelone, premier avec un point d'avance en Liga, doit gagner quatre matchs pour être champion. Barcelone bat en premier Villarreal le 1er mai 4 buts à 1, où Xavi est à l'origine des quatre buts (un but et deux passes décisives à Messi et Bojan). Xavi reçoit l'Ordre royal du mérite le 10 mai, avant que le club blaugrana n'empoche un vingtième titre de champion d'Espagne, le cinquième pour Xavi. Il finit à nouveau meilleur passeur de la compétition avec quatorze passes décisives et troisième du Trophée Alfredo Di Stéfano. Le 9 juin 2010, Xavi prolonge avec le FC Barcelone jusqu'en 2016, mais pour maintenir ce bail, il devra jouer 50 % des rencontres, en 2014-15. Il remporta le Prix LFP du milieu de terrain de l'année 2010 le 23 juin.

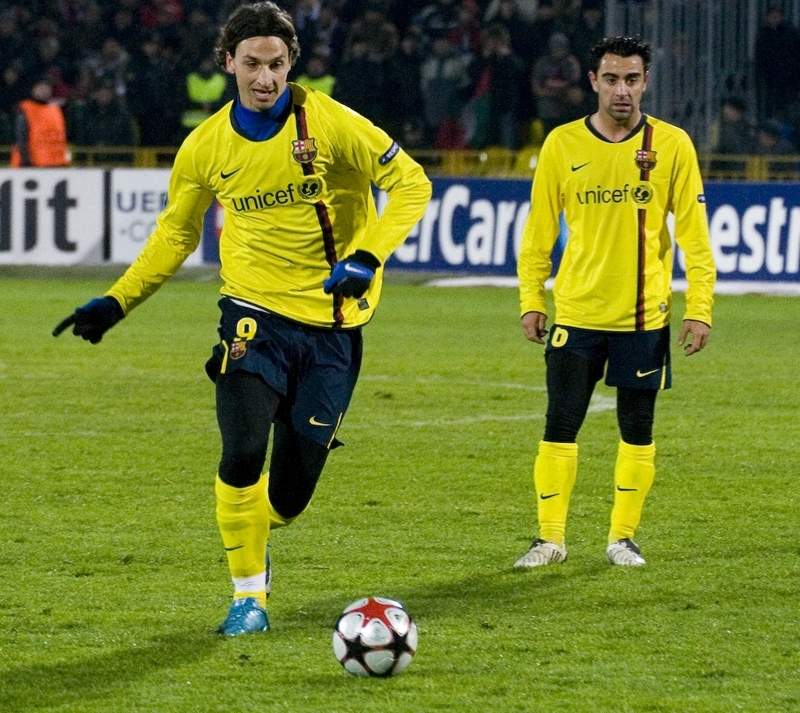
Xavi Hernández et Zlatan Ibrahimović en 2010.

Xavi remporte la Coupe du monde 2010 en compagnie de sept coéquipiers blaugranas (Víctor Valdés, Gerard Piqué, Carles Puyol, Sergio Busquets, Andrés Iniesta, Pedro et Cesc Fàbregas), fait partie de l'équipe type de la FIFA et figure dans le top 10 des nommés pour remporter le Ballon d'or de la compétition.
Durant la saison 2010-2011 du FC Barcelone, Xavi remporte le Prix Catalunya 2010 de sportif catalan de l'année, devant Gerard Piqué, Pep Guardiola et Carles Puyol. Le 6 décembre, les trois nommés pour le FIFA Ballon d'or 2010 sont annoncés : Xavi, Lionel Messi, et Andrés Iniesta, trois joueurs de l'équipe de La Masia, le centre de formation du FC Barcelone. Le 23 décembre, Xavi est nommé joueur de l'année par le magazine World Soccer, aidé par la victoire en Coupe du monde. Il est également élu constructeur de jeu et athlète espagnol de l'année. Il fait partie des équipes-types FIFA-FIFPro et UEFA en 2010. Le 5 janvier 2011, Xavi bat le record de Migueli (549 matchs), et devient le recordman de matchs joués avec le FC Barcelone, grâce à un 550e match contre l'Athletic Bilbao (1-1) en Coupe du roi. Le 10 janvier, pourtant favori des parieurs, il finit à nouveau 3e au FIFA Ballon d'or 2010. Le 11 mai 2011, l'équipe blaugrana remporte un troisième titre consécutif de champion et Xavi termine troisième du Trophée Alfredo Di Stéfano. Le 28 mai, Xavi remporte une troisième Ligue des champions face à Manchester United (3-1), à Wembley, dont une passe décisive de l'extérieur du pied droit pour Pedro à la 28e minute.
En 2011-2012, Xavi, en manque d'entraînement, commence la saison remplaçant. Le 17 août, au Camp Nou, il est redevenu titulaire pour remporter sa cinquième Supercoupe d'Espagne. Le 25 août 2011, Lionel Messi est élu « footballeur de l'année UEFA » devant Xavi Hernández.
Le 22 octobre, le numéro 6 catalan dispute son 391e match de Liga sous le maillot du Barça. Il égale le record jusqu’ici détenu par Migueli, qui a également passé l’ensemble de sa carrière au club (de 1973 à 1988). Le 10 décembre, les Barcelonais l'emportent au Bernabéu face au Real Madrid (3-1), grâce à un bon match de leur numéro 6 pour son 600e match en équipe première, à l'origine du second but. Xavi est à nouveau élu constructeur de jeu de l'année et fait partie des équipes-types FIFA-FIFPro et UEFA en 2011. Le 4 janvier, le FC Barcelone commence l'année de manière agréable avec une victoire 4 à 0 contre Osasuna, en huitième de finale de la Coupe du Roi. Xavi est l'auteur des quatre passes décisives. Le 9 janvier, Xavi finit à la 3e place du Ballon d'or 2011, pour la 3e fois consécutive. En mai 2012, Barcelone remporte la finale de la Coupe du Roi face à l'Athletic Bilbao. Il s'agit du vingtième trophée de Xavi sous le maillot du Barça. On apprend ainsi que Xavi est le seul joueur des cinq grands championnats européens à avoir réussi plus de 1 000 passes cette saison avec un taux de réussite de 95,45 %. Il devance notamment Mikel Arteta et Michael Carrick.

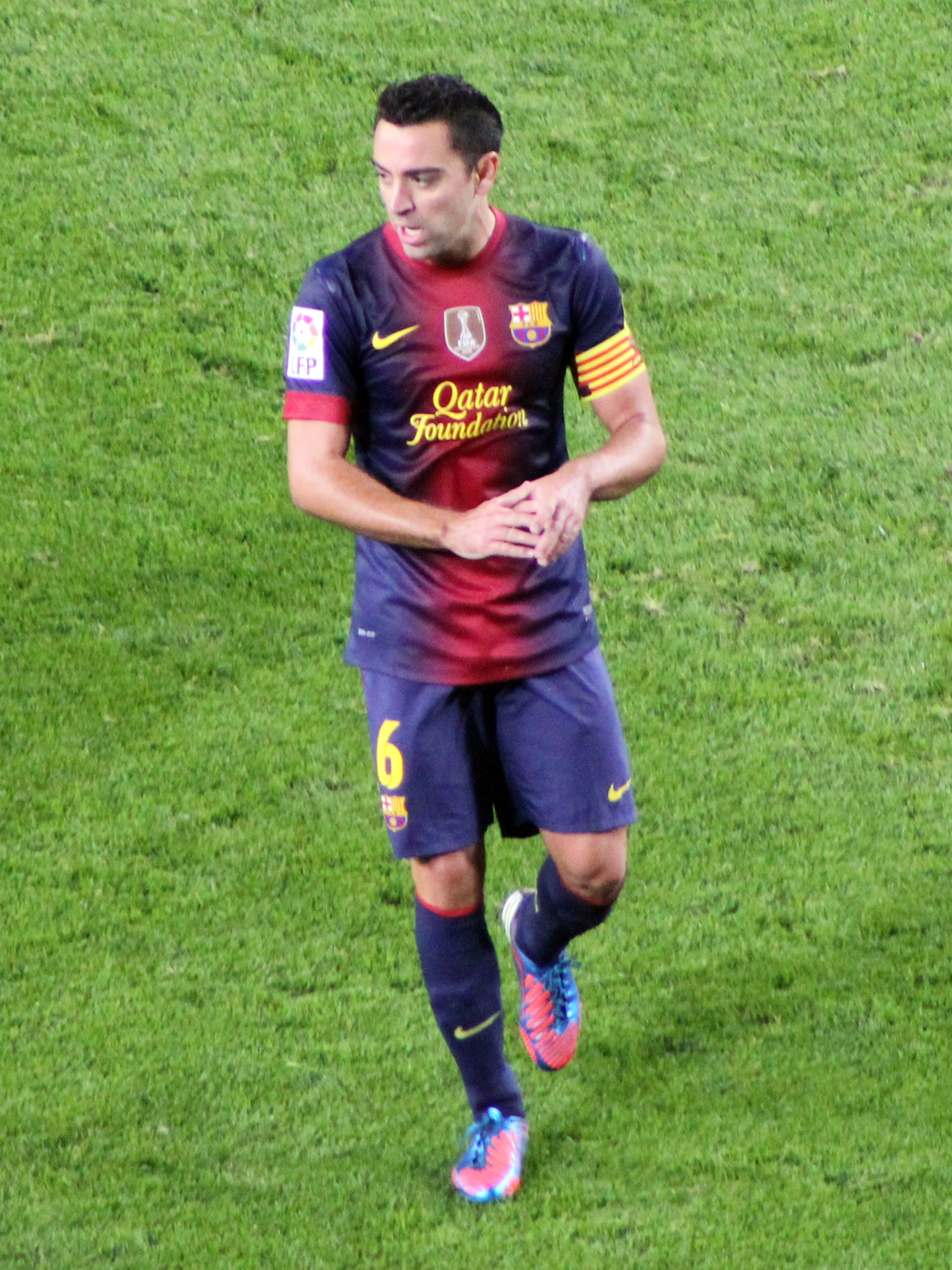
Xavi Hernández lors d'un match de la saison 2012-2013.

L'arrivée de Tito Vilanova au poste d'entraîneur à la place de Pep Guardiola ne change pas le statut de Xavi dans l'équipe : il continue à en être une pièce maîtresse. Le 5 septembre 2012, Xavi remporte le prix Prince des Asturies des sports, la plus haute distinction sportive d'Espagne dont il a déjà été récompensé en 2010 avec l'ensemble de la sélection espagnole. Lors de la cinquième journée de championnat, il marque un but décisif à la 87e minute face à Grenade, qui permet au Barça de remporter son cinquième match consécutif en Liga, signant ainsi un des meilleurs débuts de saisons de l'histoire du club. Le 23 octobre 2012, Xavi dispute en Ligue des champions face au Celtic Glasgow son 150e match international avec le maillot du Barça, ce qui est un record pour un joueur du club,. En décembre 2012, la phase de poules de Ligue des champions est terminée. À l'issue de celle-ci, le métronome du FC Barcelone est le joueur à avoir effectué le plus de passes, 719, avec 92 % de réussite. Le 28 janvier 2013, Xavi prolonge jusqu'en 2016, en même temps que Carles Puyol, le contrat qui le lie au FC Barcelone.

#### Fin de parcours au FC Barcelone (2013-2015)
À une semaine de la reprise de la Liga. Xavi assure s'être bien reposé pendant ses vacances mais qu'il n'est pas encore en forme physiquement et préfère rester à Barcelone cette semaine pour travailler. Pour le joueur, qui vise un huitième titre de champion d'Espagne, il n'y a pas d'alternatives, « c'est important de bien commencer la Liga, c'est la base ». Afin d'aborder la saison 2013-14 dans « les meilleures conditions possibles », Xavi préfère faire une croix sur le match amical de la Roja en Équateur.
Dans un entretien donné à Marca le 17 juin 2014, Cesc Fabregas annonce le départ de Xavi Hernandez du FC Barcelone. Xavi revient sur sa décision au cours de l'été et, le 5 août 2014, il annonce qu'il est partant pour une nouvelle saison au Barça. Il cesse toutefois de jouer en équipe d'Espagne. Au sein du club catalan, la saison 2014-2015 est celle du recrutement du Croate Ivan Rakitić, annoncé le 16 juin. Rakitić, plus jeune que Xavi, est recruté dans l'optique d'être titulaire sur le terrain à la place du Catalan.
Le 7 août 2014, Xavi est élu capitaine du Barça, succédant à Carles Puyol parti à la retraite.
Le 17 septembre 2014, Xavi devient le joueur ayant joué le plus de matchs en Ligue des champions en égalant le record de Raúl de 142 matchs.
Après sa carrière de footballeur, Xavi a l'intention de devenir entraîneur. Le 25 avril 2015, il dispute son 500e match de Liga, lors du derby barcelonais contre l'Espanyol Barcelone qui se solde par une victoire 2-0 des Blaugranas,. Le 28 avril 2015, il participe au festival offensif de son équipe durant l'écrasante victoire 6-0 contre Getafe en inscrivant un but d'une magnifique lucarne. Le 21 mai 2015, il annonce son départ du FC Barcelone à la fin de saison pour le club d'Al-Sadd au Qatar. Le 6 juin 2015, il joue son dernier match pour le FC Barcelone en entrant en jeu au Stadio Olympico de Berlin lors de la finale de la Ligue des champions face à la Juventus. Le Barça remporte la finale 3-1 et Xavi gagne donc une quatrième ligue des champions après 2006, 2009 et 2011. Le Barça réalise un triplé historique Liga, Coupe du Roi et Ligue des Champions (le deuxième après celui de 2009) qui fait office de point d'orgue de la brillante carrière de Xavi au Barça. À cette occasion, Xavi dispute son 151e match de Ligue des champions, ce qui constitue alors un record qui est battu par Iker Casillas en septembre 2015.

### Al-Sadd SC (2015-2019)
Le 11 juin 2015, il est présenté au public par Al-Sadd, son nouveau club du Qatar. Dès ses débuts, le 2 août, lors d'un match amical face aux Saoudiens d'Al-Nassr, il marque sur un coup-franc direct. Il est sous contrat jusqu'en 2020. 
Xavi marque son premier but en match officiel le 17 septembre 2015 contre le Umm-Salal SC. Il est titularisé et les deux équipes se neutralisent (2-2 score final).
Il joue son 1000e match comme professionnel le 2 octobre 2018.
Le 2 mai 2019, Xavi Hernández annonce qu'il met un terme à sa carrière de joueur à la fin de la saison pour devenir entraîneur d'Al-Sadd.
Le 5 juillet 2020, il prolonge son contrat d'une année supplémentaire. Cependant, il dispose d'une option de résiliation si le FC Barcelone souhaite en faire l'entraîneur de l'équipe première.

### Équipe nationale (1998-2014)

#### De 1998 à 2008

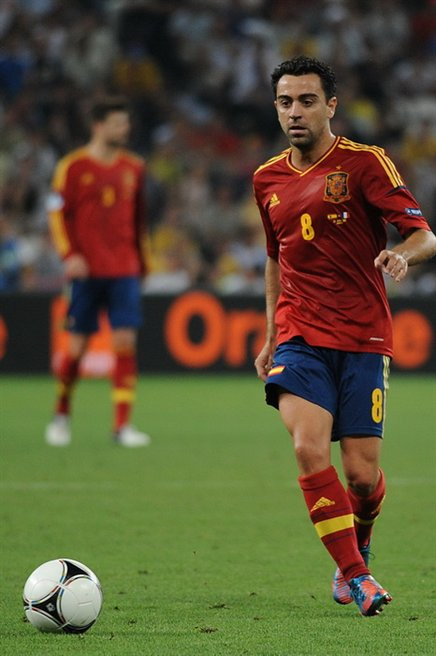
Xavi Hernández sous les couleurs espagnoles.

À l'été 1998, Xavi participe à l'Euro U18 avec l'équipe d'Espagne des moins de 18 ans qui échoue au premier tour. En avril 1999, il fait ensuite partie de l'équipe des moins de 20 ans, qui participe à la Coupe du monde des moins de 20 ans au Nigeria. C'est à cette occasion qu'il se lie d'amitié avec le gardien de but du Real Madrid, Iker Casillas. Titulaire à chaque match de la compétition, Xavi marque deux buts, l'un en huitième de finale contre les États-Unis le 15 avril 1999, l'autre en demi-finale contre le Mali le 20 avril 1999. Il remporte le titre le 25 avril 1999 contre le Japon (4-0).
En 2000, Xavi participe à l'Euro espoirs avec l'équipe d'Espagne espoirs, qui termine à la troisième place. Xavi inscrit 7 buts en 25 matchs avec la Rojita. À l'automne 2000, Xavi mène l'équipe d'Espagne en finale des Jeux olympiques, avec deux buts, l'un au premier tour contre la Corée, et l'autre en finale contre le Cameroun. Le vice-champion olympique honore sa première cape avec la Roja à 20 ans, le 15 novembre 2000, face aux Pays-Bas, à Séville.
Xavi participe ensuite à la Coupe du monde 2002 en Corée du Sud (3 matchs), où l'Espagne est éliminée en quart de finale par le pays organisateur la Corée du Sud (0-0 a.p. ; 3-5 t.a.b.), et à l'Euro 2004 au Portugal (aucun match), où l'équipe d' Espagne est la grande déception de la compétition avec une élimination au premier tour par le pays organisateur le Portugal (défaite 1-0).
Quand Luis Aragonés prend les rênes de l'équipe nationale en août 2004, il décide de confier le no 8 à Xavi de manière définitive. Le 26 mars 2005, Xavi marque son premier but en sélection contre la Chine à Salamanque en amical (victoire 3-0). Une rupture du ligament en décembre 2005 le prive durant cinq mois de football, mais il revient en mai 2006 et participe à la Coupe du monde 2006. Au premier tour, Xavi donne une passe décisive pour Xabi Alonso contre l'Ukraine à Leipzig (4-0). La Roja finit leader du groupe H avec 9 points (3 victoires en 3 matchs), et huit buts marqués, mais échoue en huitièmes de finale contre l'équipe de France d'un Zinédine Zidane en grande forme à Hanovre (3-1). Xavi Hernández, auteur d'une performance moyenne, est critiqué par les commentateurs de la télévision espagnole.
Le 11 octobre 2006 à Murcie, il marque le but de la victoire en amical contre l'Argentine de Lionel Messi (3-1). Xavi marque 3 buts en éliminatoires de l'Euro 2008 (un en Irlande du Nord, un contre la Lettonie à Oviedo, et un encore face aux Nord-Irlandais). L'Espagne est première du groupe de qualification. Le 4 juin 2008, en match de préparation à Santander, il marque le but de la victoire face aux États-Unis (1-0).

#### Euro 2008
Xavi est retenu par le sélectionneur Luis Aragonés pour l'Euro 2008 en Suisse et en Autriche. Au premier tour, l'équipe d'Espagne bat la Russie le 10 juin, la Suède le 14 juin, et la Grèce le 18 juin. La Roja, impressionnante, finit première du groupe D avec 9 points et huit buts marqués. Le 22 juin, l'équipe de Luis Aragonés élimine les champions du monde en titre italiens de Fabio Cannavaro (0-0 et victoire aux t.a.b.) en quart de finale. Le 26 juin, l'Espagne retrouve l'équipe de Russie d'Andreï Archavine en demi-finale, et gagne 3 à 0 avec notamment un but de Xavi à la 48e minute, sur une passe décisive d'Andrés Iniesta. Le 30 juin, l'Espagne remporte la finale de l'Euro 2008 1 à 0 face à l'Allemagne. Xavi fait une passe décisive à Fernando Torres qui marque l'unique but du match. Le Catalan est alors élu « joueur du tournoi » et fait partie de l'équipe-type de la compétition.

#### Éliminatoires pour la Coupe du monde 2010, et Coupe des confédérations 2009

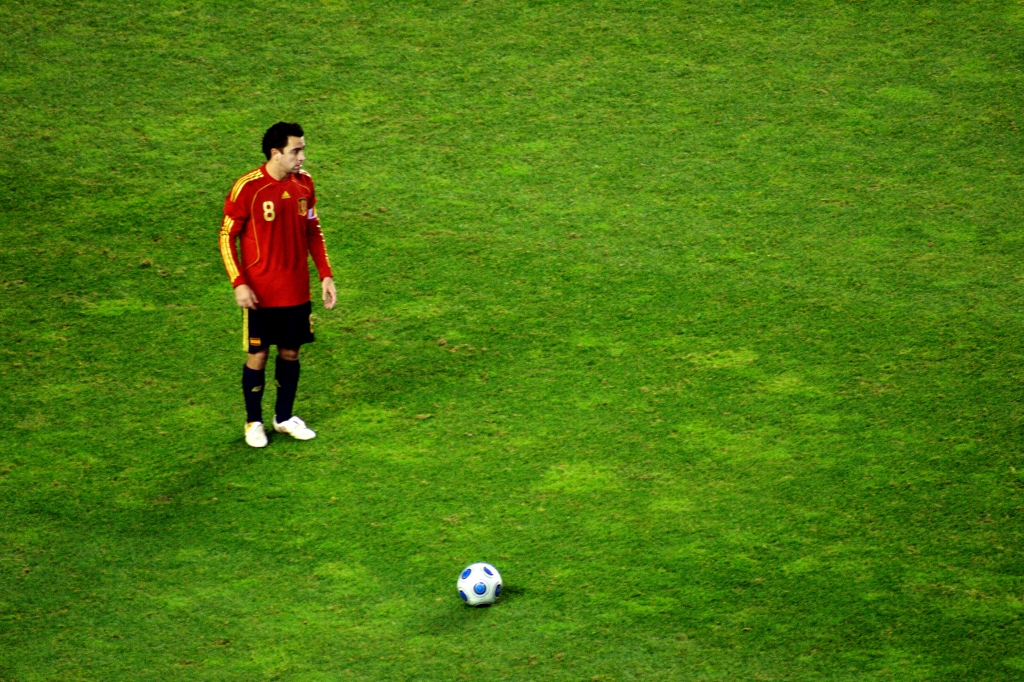
Xavi Hernández sous le maillot de l'Espagne en 2009 face à l'Angleterre.

Vicente del Bosque, joueur emblématique et un ancien grand entraîneur du Real Madrid, débarque à la tête de l'équipe nationale à l'été 2008 en remplacement de Luis Aragonés. Le 20 août, les champions d'Europe battent le Danemark par trois buts à zéro à Copenhague en amical. Xavi marque un but. L'équipe de Xavi enchaîne 10 victoires en 10 matchs en éliminatoires de Coupe du monde.
La Roja, vainqueur de l'Euro, a le droit de participer à la Coupe des confédérations 2009, en Afrique du Sud. L'équipe entame la compétition en tant que leader du groupe A (9 points, 3 victoires, 8 buts), devant la Nouvelle-Zélande (5-0), face à l'Irak (1-0), et contre l'Afrique du Sud (2-0). Xavi Hernández donne une passe décisive à Fernando Torres face à l'équipe néo-zélandaise. L'Espagne échoue en demi-finale face aux États-Unis (2-0) le 24 juin 2009 et glane la 3e place contre l'équipe hôte en prolongations grâce à un but de Xabi Alonso le 28 juin 2009.

#### Coupe du monde 2010

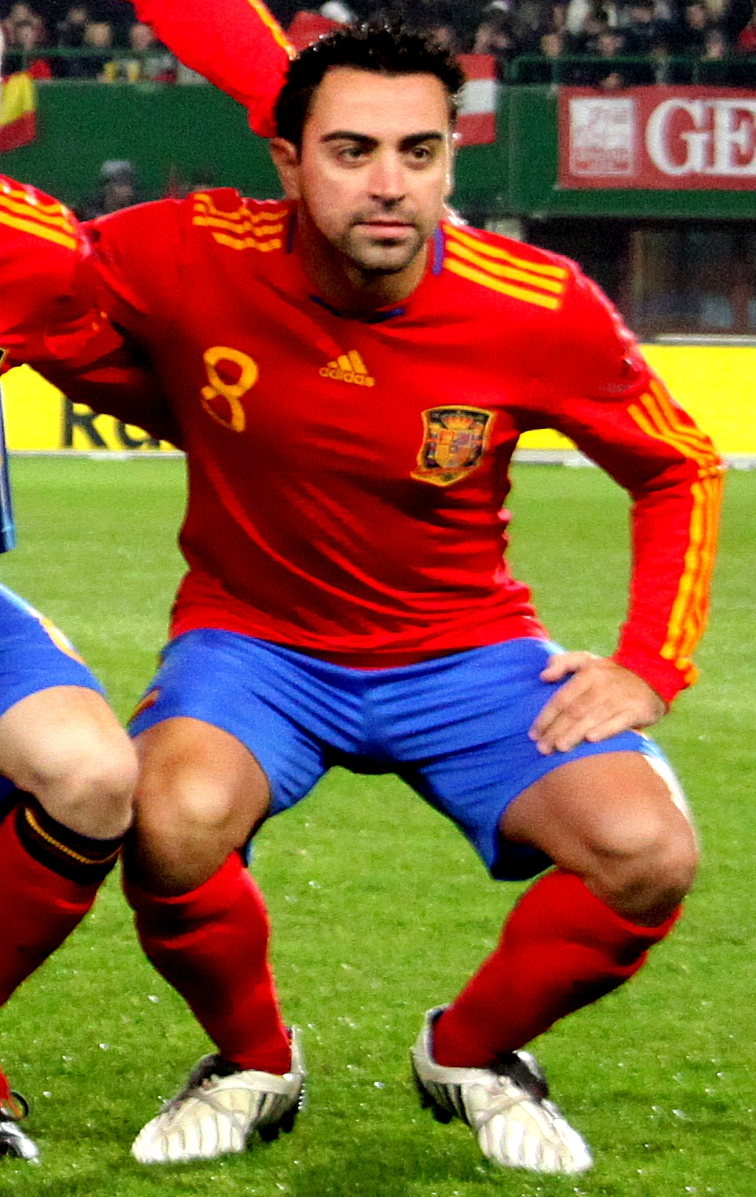
Xavi sous les couleurs de la Roja en 2009.

Au premier tour, l'Espagne est défaite par la Suisse 1 à 0, mais relève la tête contre le Honduras (2-0), et triomphe du Chili lors du troisième match. À égalité avec les Chiliens (6 points), la Roja finit première du groupe H, grâce à l'avantage du goal-average (4 buts).
Le 28 juin 2010, l'Espagne vient à bout du Portugal de Cristiano Ronaldo 1 à 0 en huitième de finale, un but marqué par l'ailier néo-barcelonais David Villa grâce à une passe décisive de Xavi. Le 2 juillet 2010, l'Espagne élimine le Paraguay 1 à 0 en quart de finale au cours d'un match rocambolesque : but paraguayen annulé pour hors-jeu, penalty des Paraguayens arrêté par Iker Casillas et dans la minute qui suit, pénalty pour les Espagnols transformé mais à retirer pour faute, retenté et arrêté, et à la 83e minute, le but espagnol de David Villa qui cogne le poteau à deux reprises et entre dans le but. Le 7 juillet 2010, l'Espagne rencontre en demi-finale l'Allemagne, et gagne 1 à 0. Le but est marqué d'une tête rageuse du Catalan Carles Puyol sur un corner tiré par Xavi.
Le 11 juillet 2010, l'Espagne bat les Pays-Bas en finale (1-0 a.p. but d'Andrés Iniesta) et remporte la Coupe du monde. Élu « joueur du match » contre le Portugal et l'Allemagne, Xavi figure dans le onze idéal de la compétition, établi par la FIFA.

#### Éliminatoires de l'Euro 2012 et record

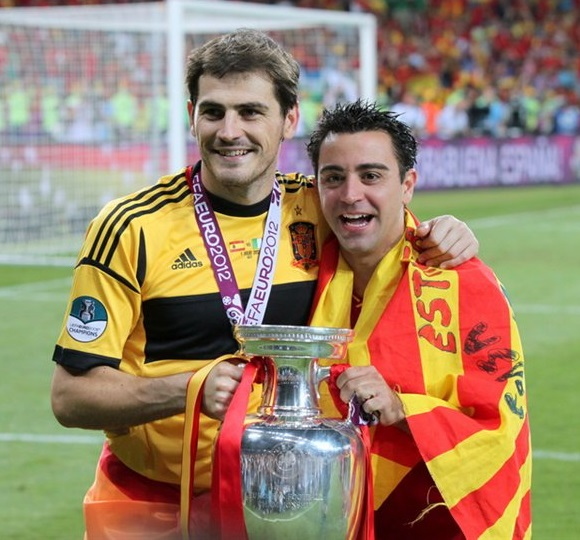
Xavi Hernández et Iker Casillas en train de célébrer la victoire de l'Euro 2012.

L'Espagne finit première et invaincue du groupe de qualification pour l'Euro 2012 avec 8 victoires en 8 matches.
Le 9 février 2011, en match amical contre la Colombie au Bernabéu, Xavi est auteur d'un grand match. Avec un taux de réussite de 100 %, il ne manque aucune de ses passes en 56 minutes (76/76 au total). Le 25 mars 2011, il joue son 100e match en équipe nationale, figurant parmi les deux joueurs recordmans de sélections avec l'Espagne aux côtés du gardien de but Iker Casillas. Xavi marque deux buts en éliminatoires de l'Euro, l'un le 29 mars 2011 en Lituanie (victoire 3-1), et l'autre le 6 septembre à Logrogne face au Liechtenstein (victoire 6-0). Le 11 octobre 2011, à Alicante, l'Espagne égale le record de victoires consécutives en matchs officiels détenu par la France et les Pays-Bas, avec un 14e match gagné contre la Tartan Army (victoire 3-1).
Le 1er juillet 2012, il remporte son deuxième Championnat d'Europe avec l'Espagne qui bat l'Italie en finale par 4 à 0, match au cours duquel il délivre deux passes décisives, la première pour Jordi Alba (2-0) et la deuxième pour Torres (3-0). Xavi complète ainsi un triplé inédit dans l'histoire du football : Euro 2008 - Coupe du monde 2010 - Euro 2012.
Xavi a marqué 13 buts et a donné une trentaine de passes décisives en plus de 130 matchs avec l'équipe nationale. Il est le premier joueur du FC Barcelone à avoir participé à quatre Coupes du monde.
À la suite de l'élimination de l'Espagne au premier tour de la Coupe du monde 2014, il annonce, le 5 août 2014, lors d'une conférence de presse, la fin de sa carrière internationale. Au moment de cette fin de carrière, il a le record de sélections - hors gardiens - en équipe d'Espagne. Ce record est dépassé par Sergio Ramos au cours de l'Euro 2016.

## Entraîneur

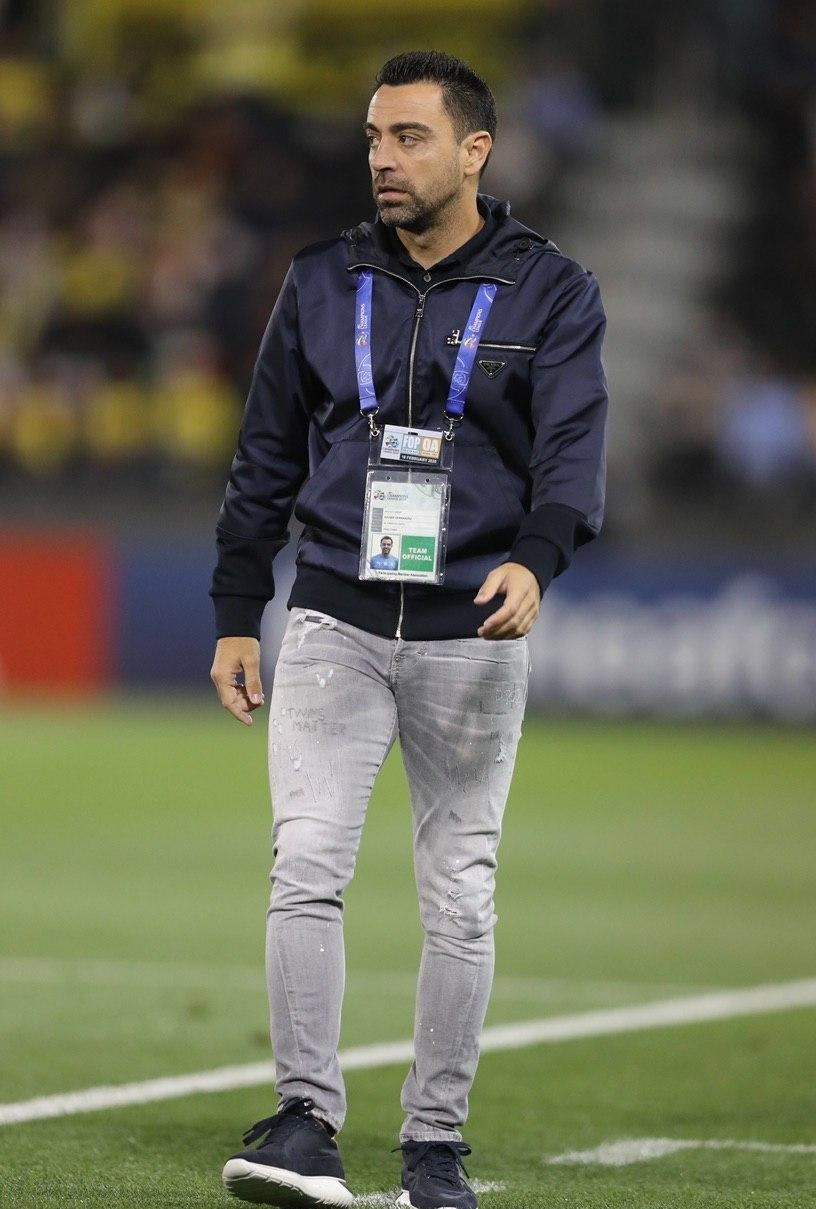
Xavi, alors entraineur d'Al-Sadd SC, en 2020.

### Al-Sadd SC (2019-2021)
Le 28 mai 2019, il devient l’entraîneur de l’équipe qui l’a vu raccrocher les crampons, le club qatari d’Al-Sadd, dont il était auparavant le capitaine. En fin de contrat avec le club à l'issue de la saison, et alors qu'il est sur les tablettes de son ancien club Barcelone, l'entraîneur espagnol décide de continuer l'aventure au Qatar, prolongeant d'une saison en juillet 2020. Une première saison pour apprendre (34 matches, 19 victoires, 9 défaites, 6 nuls) avec une troisième place en championnat et une seconde pour dominer le football qatari.
Le 8 juillet 2021, il a été élu meilleur entraîneur du championnat qatari. Cette saison, Xavi a mené Al-Sadd vers le succès. En coupe du Qatar, qu’il a remportée contre le rival d’Al-Duhail, et en championnat, où il a terminé invaincu (22 matches, 19 victoires, 3 nuls, 0 défaite), treize points devant le même adversaire.  Une saison fantastique pour le jeune entraîneur, qui a été récompensé lors des QFA Awards.
Le 5 novembre 2021, le club qatari officialise le départ de Xavi dans un communiqué officiel,.

### FC Barcelone (2021-2024)

#### Saison 2021-2022
Le 6 novembre 2021, le FC Barcelone annonce le retour de Xavi en tant qu'entraîneur principal du FC Barcelone,.
Le 20 novembre 2021, Xavi commence sur le banc du Barça lors du derby barcelonais face à l'Espanyol au Camp Nou (14e journée de championnat), son équipe l'emporte ce jour-là sur le score de un but à zéro. Le 12 janvier 2022, son équipe perd 2 buts à 3 après prolongation contre le Real Madrid en Supercoupe.

#### Saison 2022-2023
L'année d'après, le Barça remporte la quatorzième Supercoupe d'Espagne de son histoire sous ordre de Xavi. Le 14 mai 2023, le FC Barcelone remporte le titre de champion d'Espagne en battant l'Espanyol sur le score de 4-2. Il fut nommé pour le prix The Best, Entraîneur de la FIFA pour le football masculin.

#### Saison 2023-2024
Le 22 septembre 2023, Xavi est récompensé de son travail à la tête du FC Barcelone par un nouveau contrat. Il est alors lié au club jusqu'en juin 2025,. Le 27 janvier 2024, à la suite d'une défaite trois buts à cinq contre le Villarreal CF lors de la 21e journée du Championnat d'Espagne, il annonce son intention de quitter le club à l'issue de la saison,.
Le 25 avril 2024, le président du club, Joan Laporta, annonce que Xavi ira finalement jusqu'au terme de son contrat, soit juin 2025.
Le 24 mai 2024, le FC Barcelone annonce que Xavi ne sera plus l'entraîneur du Barça la saison prochaine,. Le club indique dans un communiqué que « Le président du FC Barcelone Joan Laporta a dit à Xavi Hernandez qu’il ne serait plus l’entraîneur pour la saison 2024-2025 »,. « Plus qu'un entraîneur ou un dirigeant, je serai un culer de plus dès dimanche et je souhaiterai toujours le meilleur pour le Club de ma vie » indique Xavi à la suite de cette annonce.

## Style de jeu et personnalité
Indissociable de son compère Iniesta, il est comme lui un joueur très technique doté d'un petit gabarit. Xavi dicte le rythme des rencontres au milieu de terrain, tant au FC Barcelone qu'en équipe nationale espagnole. Le génie catalan est l’un des meilleurs joueurs n’ayant jamais décroché le Ballon d’Or. Souvent bien placé (troisième en 2009, 2010 et 2011), il n’a jamais obtenu la distinction ultime. Sobre et discret, Xavi brille par sa qualité de passe en profondeur et son timing parfait qui lui a permis d’être à deux reprises meilleur passeur de Liga (20 passes en 2009, 14 en 2010). Peu décisif devant les cages adverses, Xavi se bonifie avec le temps. Au fil des années, il marque plus de buts.
Véritable plaque tournante en club, mais également en sélection, Xavi est très certainement le meilleur passeur au monde. Capable d’effectuer des passes que personne n’aurait imaginées, il est le prototype du joueur bonifiant les autres. Devenu indispensable, Xavi est avec ses 130 sélections le recordman de capes pour un joueur de champ, devancé simplement par son ancien gardien Iker Casillas (151). Un soir de février 2011, face à la Colombie, Xavi a réussi une performance inégalée en ne manquant aucune de ses 76 passes tout au long de la rencontre.

## Statistiques

### Générales
Ce tableau présente les statistiques de Xavi,.
| Saison                | Club                  | Championnat           | Championnat | Championnat | Championnat | Coupe(s) nationale(s) | Coupe(s) nationale(s) | Coupe(s) nationale(s) | Supercoupe | Supercoupe | Supercoupe | Compétition(s) continentale(s) | Compétition(s) continentale(s) | Compétition(s) continentale(s) | Compétition(s) continentale(s) | Supercoupe UEFA | Supercoupe UEFA | Supercoupe UEFA | Mondial des clubs | Mondial des clubs | Mondial des clubs | Espagne | Espagne | Espagne | Total | Total | Total |
| Saison                | Club                  | Division              | M.          | B.          | P.d.        | M.                    | B.                    | P.d.                  | M.         | B.         | P.d.       | Comp.                          | M.                             | B.                             | P.d.                           | M.              | B.              | P.d.            | M.                | B.                | P.d.              | M.      | B.      | P.d.    | M.    | B.    | P.d.  |
| 1997-1998             | FC Barcelone B        | Segunda División B    | 33          | 2           | -           | 6                     | 0                     | -                     | -          | -          | -          | -                              | -                              | -                              | -                              | -               | -               | -               | -                 | -                 | -                 | -       | -       | -       | 39    | 2     | 0     |
| 1998-1999             | FC Barcelone B        | Segunda División      | 18          | 0           | -           | -                     | -                     | -                     | -          | -          | -          | -                              | -                              | -                              | -                              | -               | -               | -               | -                 | -                 | -                 | -       | -       | -       | 18    | 0     | 0     |
| 1999-2000             | FC Barcelone B        | Segunda División B    | 4           | 1           | -           | -                     | -                     | -                     | -          | -          | -          | -                              | -                              | -                              | -                              | -               | -               | -               | -                 | -                 | -                 | -       | -       | -       | 4     | 1     | 0     |
| Sous-total            | Sous-total            | Sous-total            | 55          | 3           | -           | 6                     | 0                     | -                     | -          | -          | -          | -                              | -                              | -                              | -                              | -               | -               | -               | -                 | -                 | -                 | -       | -       | -       | 61    | 3     | 0     |
| 1998-1999             | FC Barcelone          | Liga                  | 17          | 1           | 2           | 2                     | 0                     | -                     | 1          | 1          | 0          | C1                             | 6                              | 0                              | 0                              | -               | -               | -               | -                 | -                 | -                 | -       | -       | -       | 26    | 2     | 2     |
| 1999-2000             | FC Barcelone          | Liga                  | 24          | 0           | -           | 4                     | 1                     | -                     | -          | -          | -          | C1                             | 10                             | 1                              | 0                              | -               | -               | -               | -                 | -                 | -                 | -       | -       | -       | 38    | 2     | 0     |
| 2000-2001             | FC Barcelone          | Liga                  | 20          | 2           | 6           | 7                     | 0                     | -                     | -          | -          | -          | C1+C3                          | 3+6                            | 0                              | 0                              | -               | -               | -               | -                 | -                 | -                 | 1       | 0       | 0       | 37    | 2     | 6     |
| 2001-2002             | FC Barcelone          | Liga                  | 35          | 4           | 7           | 1                     | 0                     | -                     | -          | -          | -          | C1                             | 16                             | 0                              | 3                              | -               | -               | -               | -                 | -                 | -                 | 5       | 0       | 0       | 57    | 4     | 10    |
| 2002-2003             | FC Barcelone          | Liga                  | 29          | 2           | 5           | 1                     | 0                     | -                     | -          | -          | -          | C1                             | 14                             | 1                              | 4                              | -               | -               | -               | -                 | -                 | -                 | 8       | 0       | 0       | 52    | 3     | 9     |
| 2003-2004             | FC Barcelone          | Liga                  | 36          | 5           | 9           | 6                     | 0                     | 1                     | -          | -          | -          | C3                             | 7                              | 1                              | 0                              | -               | -               | -               | -                 | -                 | -                 | 5       | 0       | 2       | 54    | 6     | 12    |
| 2004-2005             | FC Barcelone          | Liga                  | 36          | 3           | 6           | 1                     | 0                     | -                     | -          | -          | -          | C1                             | 8                              | 0                              | 1                              | -               | -               | -               | -                 | -                 | -                 | 8       | 1       | 0       | 53    | 4     | 7     |
| 2005-2006             | FC Barcelone          | Liga                  | 16          | 0           | 1           | -                     | -                     | -                     | 2          | 0          | 1          | C1                             | 4                              | 0                              | 0                              | -               | -               | -               | -                 | -                 | -                 | 13      | 0       | 3       | 35    | 0     | 5     |
| 2006-2007             | FC Barcelone          | Liga                  | 35          | 3           | 3           | 7                     | 2                     | 2                     | 2          | 1          | 0          | C1                             | 7                              | 0                              | 1                              | 1               | 0               | 0               | 2                 | 0                 | 0                 | 7       | 3       | 0       | 61    | 9     | 6     |
| 2007-2008             | FC Barcelone          | Liga                  | 35          | 7           | 6           | 7                     | 1                     | 2                     | -          | -          | -          | C1                             | 12                             | 1                              | 3                              | -               | -               | -               | -                 | -                 | -                 | 16      | 4       | 4       | 70    | 13    | 15    |
| 2008-2009             | FC Barcelone          | Liga                  | 35          | 6           | 20          | 5                     | 1                     | 1                     | -          | -          | -          | C1                             | 14                             | 3                              | 7                              | -               | -               | -               | -                 | -                 | -                 | 14      | 1       | 7       | 68    | 11    | 35    |
| 2009-2010             | FC Barcelone          | Liga                  | 34          | 3           | 14          | 3                     | 2                     | 0                     | 2          | 1          | 1          | C1                             | 11                             | 1                              | 3                              | 1               | 0               | 0               | 2                 | 0                 | 1                 | 17      | 0       | 2       | 70    | 7     | 21    |
| 2010-2011             | FC Barcelone          | Liga                  | 31          | 3           | 7           | 6                     | 0                     | 3                     | 1          | 0          | 1          | C1                             | 12                             | 2                              | 3                              | -               | -               | -               | -                 | -                 | -                 | 7       | 1       | 2       | 57    | 6     | 16    |
| 2011-2012             | FC Barcelone          | Liga                  | 31          | 9           | 7           | 7                     | 2                     | 5                     | 2          | 0          | 0          | C1                             | 9                              | 1                              | 1                              | 1               | 0               | 0               | 1                 | 1                 | 1                 | 14      | 1       | 3       | 65    | 14    | 17    |
| 2012-2013             | FC Barcelone          | Liga                  | 30          | 5           | 8           | 5                     | 0                     | 0                     | 2          | 1          | 0          | C1                             | 11                             | 1                              | 4                              | -               | -               | -               | -                 | -                 | -                 | 11      | 1       | 3       | 59    | 8     | 15    |
| 2013-2014             | FC Barcelone          | Liga                  | 30          | 3           | 2           | 5                     | 0                     | 1                     | 2          | 0          | 0          | C1                             | 10                             | 1                              | 3                              | -               | -               | -               | -                 | -                 | -                 | 7       | 1       | 0       | 54    | 5     | 6     |
| 2014-2015             | FC Barcelone          | Liga                  | 31          | 2           | 8           | 3                     | 0                     | 1                     | -          | -          | -          | C1                             | 10                             | 0                              | 0                              | -               | -               | -               | -                 | -                 | -                 | -       | -       | -       | 44    | 2     | 9     |
| Sous-total            | Sous-total            | Sous-total            | 505         | 58          | 111         | 70                    | 9                     | 16                    | 14         | 4          | 3          | -                              | 170                            | 13                             | 33                             | 3               | 0               | 0               | 5                 | 1                 | 2                 | 133     | 13      | 25      | 900   | 98    | 190   |
| 2015-2016             | Al-Sadd SC            | Super League          | 24          | 3           | 1           | 3                     | 0                     | 0                     | -          | -          | -          | AFC                            | 1                              | 0                              | 0                              | -               | -               | -               | -                 | -                 | -                 | -       | -       | -       | 28    | 3     | 1     |
| 2016-2017             | Al-Sadd SC            | Super League          | 26          | 10          | 12          | 3                     | 0                     | 0                     | -          | -          | -          | AFC                            | 1                              | 0                              | 0                              | -               | -               | -               | -                 | -                 | -                 | -       | -       | -       | 30    | 10    | 12    |
| 2017-2018             | Al-Sadd SC            | Super League          | 18          | 6           | 6           | 0                     | 0                     | 0                     | -          | -          | -          | AFC                            | 11                             | 1                              | 3                              | -               | -               | -               | -                 | -                 | -                 | -       | -       | -       | 29    | 7     | 9     |
| 2018-2019             | Al-Sadd SC            | Super League          | 14          | 2           | 6           | 3                     | 0                     | 0                     | -          | -          | -          | AFC                            | 4                              | 3                              | 0                              | -               | -               | -               | -                 | -                 | -                 | -       | -       | -       | 21    | 5     | 6     |
| Sous-total            | Sous-total            | Sous-total            | 82          | 21          | 19          | 9                     | 0                     | 0                     | -          | -          | -          | -                              | 17                             | 4                              | 3                              | -               | -               | -               | -                 | -                 | -                 | -       | -       | -       | 108   | 25    | 22    |
| Total sur la carrière | Total sur la carrière | Total sur la carrière | 642         | 82          | 130         | 85                    | 9                     | 16                    | 14         | 4          | 3          | -                              | 187                            | 17                             | 33                             | 3               | 0               | 0               | 5                 | 1                 | 2                 | 133     | 13      | 25      | 1069  | 126   | 209   |

### Buts en sélection
| Buts en sélection de Xavi Hernandez | Buts en sélection de Xavi Hernandez | Buts en sélection de Xavi Hernandez      | Buts en sélection de Xavi Hernandez | Buts en sélection de Xavi Hernandez | Buts en sélection de Xavi Hernandez | Buts en sélection de Xavi Hernandez     |
| #                                   | Date                                | Lieu                                     | Adversaire                          | Score                               | Résultats                           | Compétitions                            |
| ----------------------------------- | ----------------------------------- | ---------------------------------------- | ----------------------------------- | ----------------------------------- | ----------------------------------- | --------------------------------------- |
| 1                                   | 26 mars 2005                        | Estadio El Helmántico, Salamanque        | Chine                               | 2-0                                 | 3-0                                 | Match amical                            |
| 2                                   | 6 septembre 2006                    | Windsor Park, Belfast                    | Irlande du Nord                     | 1-0                                 | 2-3                                 | Éliminatoires Euro 2008                 |
| 3                                   | 11 octobre 2006                     | Stade Nueva Condomina, Murcie            | Argentine                           | 1-0                                 | 2-1                                 | Match amical                            |
| 4                                   | 2 juin 2007                         | Skonto Stadions, Riga                    | Lettonie                            | 2-0                                 | 2-0                                 | Éliminatoires Euro 2008                 |
| 5                                   | 12 septembre 2007                   | Stade Carlos Tartiere, Oviedo            | Lettonie                            | 1-0                                 | 2-0                                 | Éliminatoires Euro 2008                 |
| 6                                   | 21 novembre 2007                    | Estadio Gran Canaria, Las Palmas         | Irlande du Nord                     | 1-0                                 | 1-0                                 | Éliminatoires Euro 2008                 |
| 7                                   | 4 juin 2008                         | Stade El Sardinero, Santander            | États-Unis                          | 1-0                                 | 1-0                                 | Match amical                            |
| 8                                   | 26 juin 2008                        | Ernst-Happel-Stadion, Vienne             | Russie                              | 1-0                                 | 3-0                                 | Euro 2008                               |
| 9                                   | 20 août 2008                        | Parken Stadium, Copenhague               | Danemark                            | 2-0                                 | 3-0                                 | Match amical                            |
| 10                                  | 29 mars 2011                        | Stade S.-Darius-et-S.-Girėnas, Kaunas    | Lituanie                            | 1-0                                 | 3-1                                 | Éliminatoires Euro 2012                 |
| 11                                  | 6 septembre 2011                    | Estadio Las Gaunas, Logroño              | Liechtenstein                       | 3-0                                 | 6-0                                 | Éliminatoires Euro 2012                 |
| 12                                  | 7 septembre 2012                    | Estadio Municipal de Pasarón, Pontevedra | Arabie saoudite                     | 3-0                                 | 5-0                                 | Match amical                            |
| 13                                  | 11 octobre 2013                     | Iberostar Estadio, Palma de Majorque     | Biélorussie                         | 1-0                                 | 2-1                                 | Éliminatoires de la Coupe du monde 2014 |

### Statistiques d'entraîneur
Mis à jour le 18 mars 2024
| Al-Sadd SC   | 28 mai 2019     | 6 novembre 2021 | 96  | 66  | 13 | 17 | 280 | 130 | +150 | 68,75 |
| FC Barcelone | 6 novembre 2021 | Présent         | 132 | 83  | 23 | 26 | 250 | 140 | +110 | 62,87 |
| Total        | Total           | Total           | 228 | 149 | 36 | 43 | 530 | 270 | +260 | 65,81 |

## Palmarès

### En sélection nationale
| Équipe d'Espagne -20 ans (1) :                        | Espagne olympique :                 | Équipe d'Espagne (3) : |
| ----------------------------------------------------- | ----------------------------------- | --- |
| - Coupe du monde des -20 ans (1) : - Vainqueur : 1999 | - Jeux olympiques : - : Sydney 2000 | - Coupe du monde (1) : - Vainqueur : 2010 - Championnat d'Europe (2) : - Vainqueur : 2008 et 2012 - Coupe des confédérations : - Finaliste : 2013 - Troisième : 2009 |

### En club
| FC Barcelone (25) : | Al-Sadd SC (3) : |
| --- | --- |
| - Championnat d'Espagne (8) : - Vainqueur : 1999, 2005, 2006, 2009, 2010, 2011, 2013 et 2015 - Vice-champion : 2000, 2004, 2007, 2012 et 2014 - Coupe d'Espagne (3) : - Vainqueur : 2009, 2012 et 2015 - Finaliste : 2011 et 2014 - Supercoupe d'Espagne (6) : - Vainqueur : 2005, 2006, 2009, 2010, 2011 et 2013 - Finaliste : 1998 et 2012 - Ligue des champions (4) : - Vainqueur : 2006, 2009, 2011 et 2015 - Coupe du monde des clubs (2) : - Vainqueur : 2009 et 2011 - Finaliste : 2006 - Supercoupe d'Europe (2) : - Vainqueur : 2009 et 2011 - Finaliste : 2006 | - Coupe du Qatar (1) : - Vainqueur : 2017 - Coupe Crown Prince de Qatar (1) : - Vainqueur : 2017 - Championnat du Qatar (1) : - Vainqueur : 2019 |

### En tant qu'entraîneur
| Al-Sadd SC (7) : | FC Barcelone (2) :                                                                              |
| --- | ----------------------------------------------------------------------------------------------- |
| - Championnat du Qatar (1) : - Champion : 2021 - Coupe du Qatar (2) : - Vainqueur : 2020 et 2021 - Coupe de la Ligue du Qatar (2) : - Vainqueur : 2020 et 2021 - Supercoupe du Qatar (1) : - Vainqueur : 2019 - Qatari Stars Cup (1) : - Vainqueur : 2019 | - Championnat d'Espagne (1) : - Champion : 2023 - Supercoupe d'Espagne (1) : - Vainqueur : 2023 |

### Joueur
- 3e au Ballon d'or en 2009, 2010 et 2011
- 3e Meilleur footballeur de l'année FIFA en 2009
- Meilleurs passeurs du championnat d'Espagne en 2009 (20 passes) et 2010 (14 passes)
- Élu Meilleur Joueur 2010 par la revue World Soccer[65]
- Prix Felipe de Borbón au meilleur sportif espagnol de l'année 2009[66]
- Meilleur Sportif Espagnol 2010 selon El Mundo Deportivo[67]
- Prix Don Balón de meilleur joueur espagnol de la saison 2004-2005
- Prix Don Balón de joueur révélation de la saison 1998-1999
- Élu meilleur joueur de la finale de la Ligue des champions 2008-2009 entre Barcelone et Manchester United (2-0) au Stade olympique de Rome
- Élu meilleur joueur de l'Euro 2008 avec l'Espagne[68]
- Meilleur meneur de jeu de la saison en 2009 par the "International Federation of Football History and Statistics (IFFHS)
- Prix UEFA de meilleur milieu de terrain d'Europe de la saison 2008-2009
- Prix LFP (Liga de Fútbol Profesional) du meilleur milieu de terrain de la saison 2008-2009[69]
- Membre du FIFA/FIFPro World XI en 2008, 2009, 2010, 2011, 2012 et 2013
- Membre de l'équipe-type de la Coupe du monde 2010
- Membre de l'équipe-type de l'Euro 2008
- 3e du Trophée Alfredo Di Stéfano en 2010 et 2011
- Prix Catalunya du Sport 2010[70]
- Membre de l'équipe type européenne de Sports Illustrated en 2011[71]
- 2e Meilleur joueur de l'UEFA : 2011
- Meilleur constructeur de jeu du monde en 2011 selon l'IFFHS[72]
- Prix Prince des Asturies des sports 2012
- Membre de la Ballon d'Or Dream Team en 2020.

### Entraineur
- Élu entraîneur du mois de janvier 2021 du championnat de Qatar[73]
- Élu meilleur entraîneur du championnat de Qatar en 2021

## Vie privée
Xavi se marie dans la localité de Blanes le 13 juillet 2013 avec la journaliste catalane Núria Cunillera.  Ils ont une fille, Asia, née en 2016, et un fils, Dan, né en 2018. 
Comme d'autres stars espagnoles et catalanes du ballon rond, Xavi se retrouve depuis fin 2014 dans le viseur du fisc.

### Engagement politique
À de nombreuses occasions, Xavi a défendu la cause catalane et la célébration d'un referendum d'autodétermination en catalogne.

## Engagement humanitaire
Xavi est "ambassadeur" de la "Fundació La Caixa la caisse dite grosse caisse » depuis 2012, celle-ci a pour but d’améliorer la vie des personnes.
Lors de son mariage, le couple fait un don de tous les cadeaux reçus à cette occasion à cette fondation et à l'hôpital barcelonais "San Joan de Deu". Cette somme réunie, ajoutée aux 30 000 euros promis par la Caixa, permettra de lancer la construction d'un nouveau service d'hôpital de jour au sein de cet hôpital. Ce nouveau service pourra accueillir davantage d'enfants malades.